# Barquette marseillaise
Pour les articles homonymes, voir Barquette et Marseillaise.
La barquette marseillaise est une barque de pêche traditionnelle et emblématique de Marseille en mer Méditerranée. 
Variante des mourres de pouar, bettes, pointus, et barques catalanes, elle était traditionnellement gréée d'une voile latine et armée d'avirons. Depuis le milieu du XXe siècle, la plupart d'entre elles sont désormais motorisées. 
La barquette marseillaise et son savoir-faire, lié à sa construction et son utilisation, sont inscrits à l'Inventaire du patrimoine culturel immatériel en France, et quelques-unes sont protégées au titre des monuments historiques.

## Historique
D'après le musée des Civilisations de l'Europe et de la Méditerranée de Marseille, les origines de ce type de barque de pêche remontent à l'Antiquité. On peut toutefois préciser son développement et sa généralisation dans la rade de Marseille à partir (au moins) de 1897, date à laquelle Jules Vence publie un premier plan de formes de barquette marseillaise. Jusqu'alors, la majorité des barques provençales sont des mourres de pouar (« museau de cochon »). Ces derniers, de construction robuste, et relativement lourds, sont munies d'un gréement latin similaire à ceux des bettes, pointus et barques catalane. C'est avec le souci d'améliorer les capacités d'évolutions des bateaux de pêche de la rade qu'apparait finalement la barquette marseillaise dans la deuxième moitié du XIXe siècle,dont le développement est notamment due à l'apport des charpentiers d'origine italienne (familles Ruoppolo, Battiféro, Noguéra, ou encore Chabert, Mouren et Trapani).

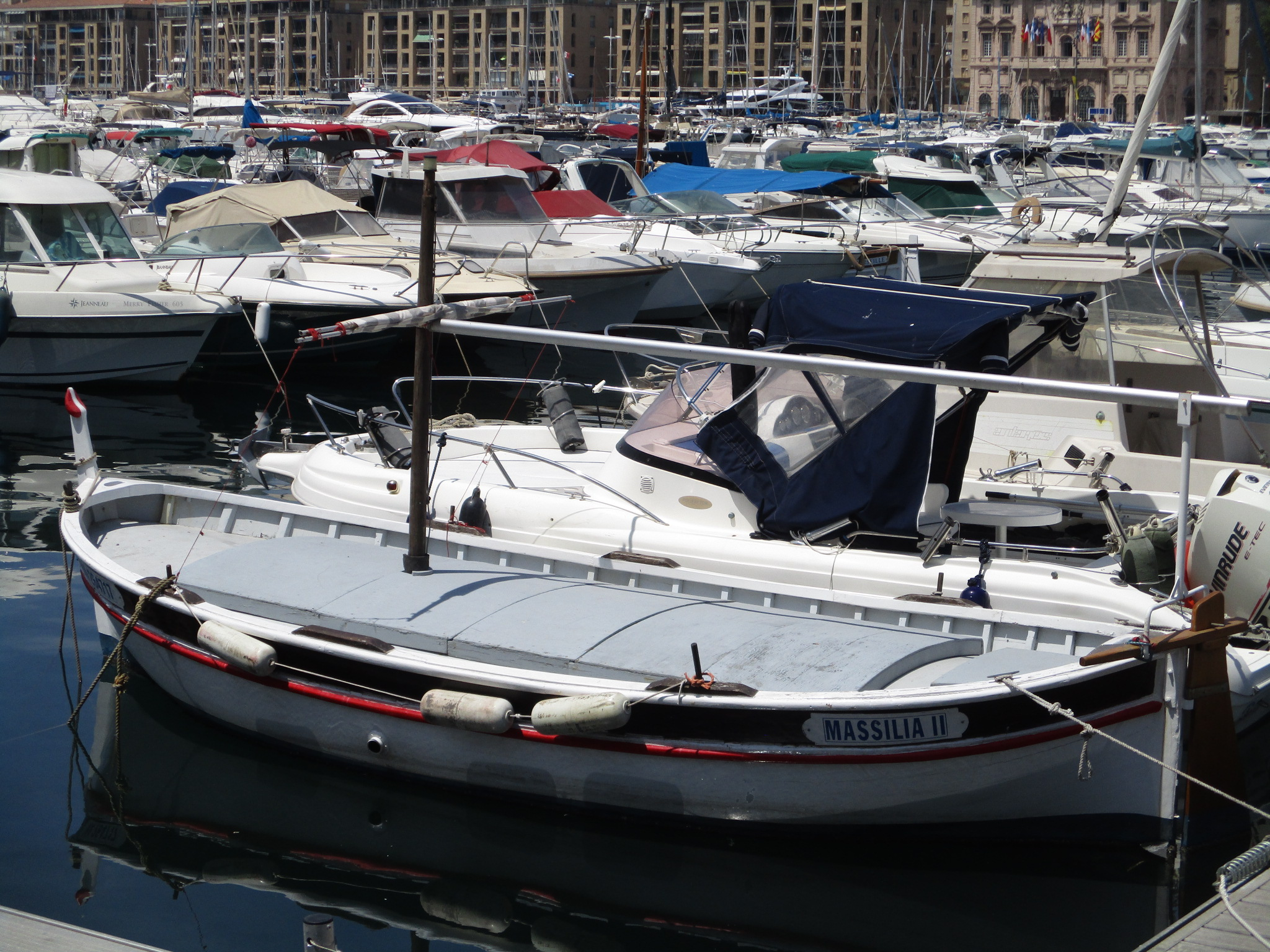
Vieux-Port de Marseille
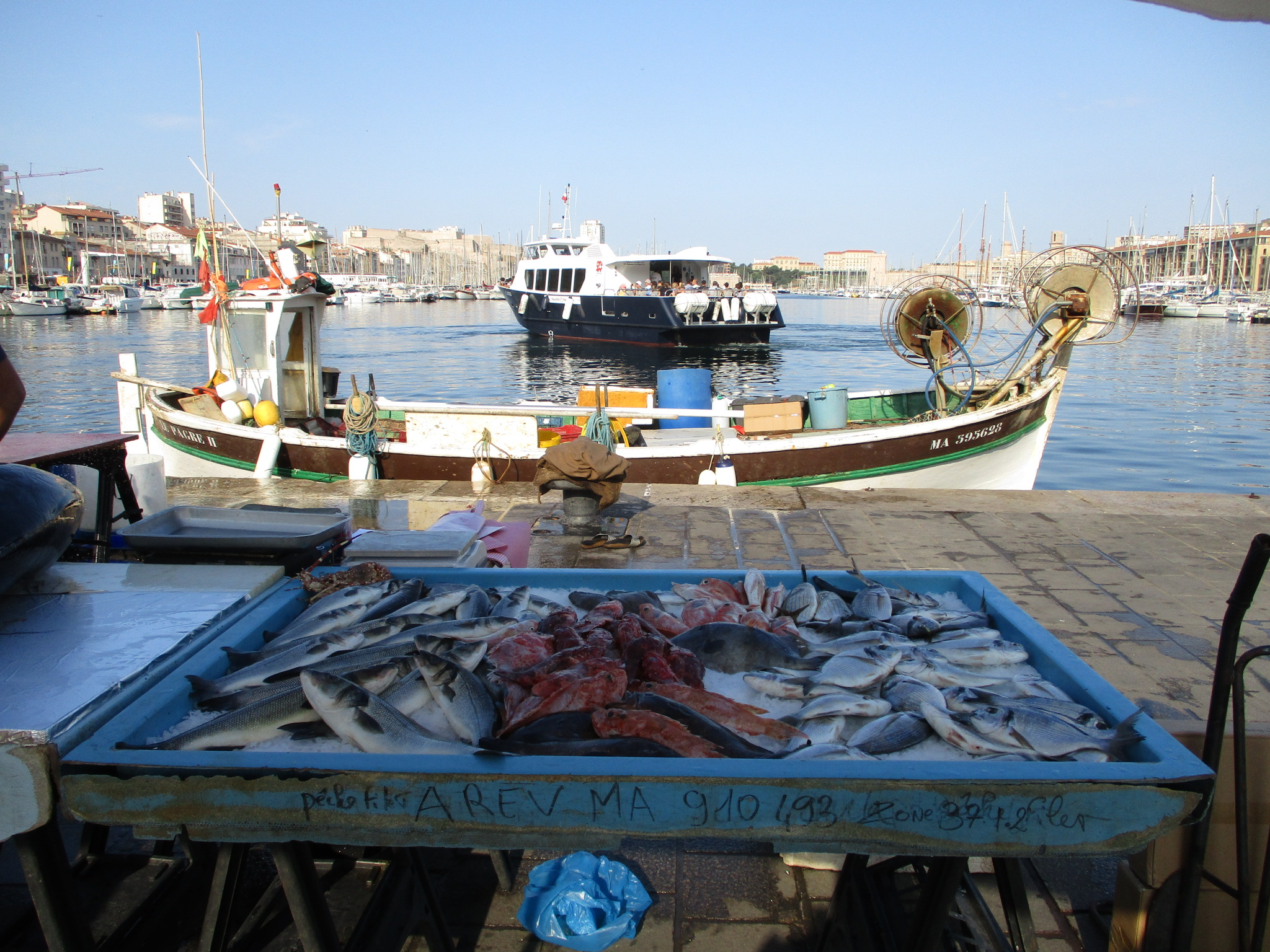
Vieux-Port de Marseille
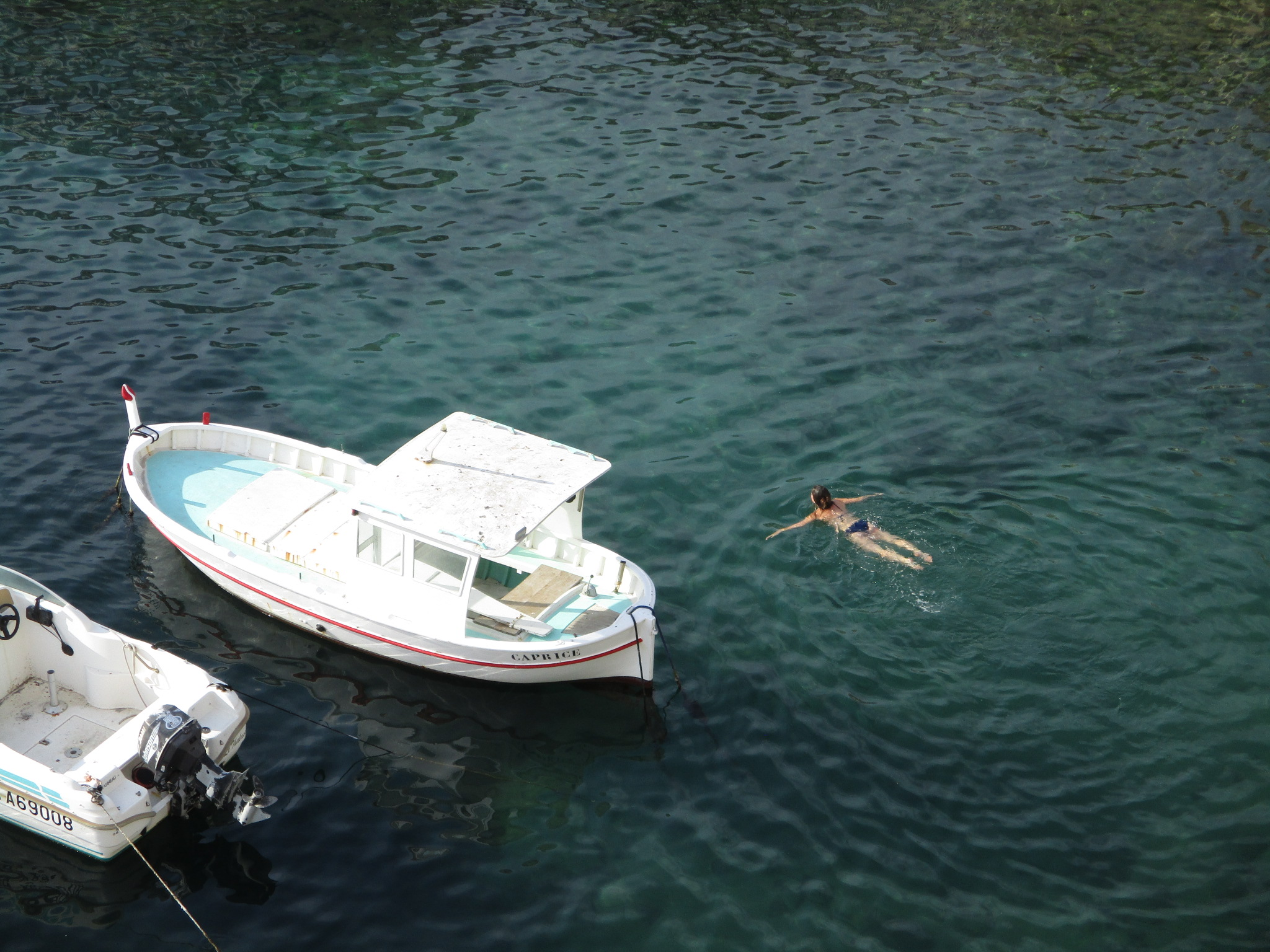
Vallon des Auffes

La coque est longue de 4  et   9 m, plus large au maître-bau (partie la plus large) que celle des pointus, et la poupe (avant) et la proue (arrière) de la barque marseillaise sont plus arrondies que celles des pointus (dont la proue est symétriquement autant pointue que la poupe). La forme de la coque (plan de formes) est fabriquée suivant le gabarit de Saint-Joseph (saint patron des charpentiers) pour une bonne tenue à la mer.

Quelques barquettes marseillaises
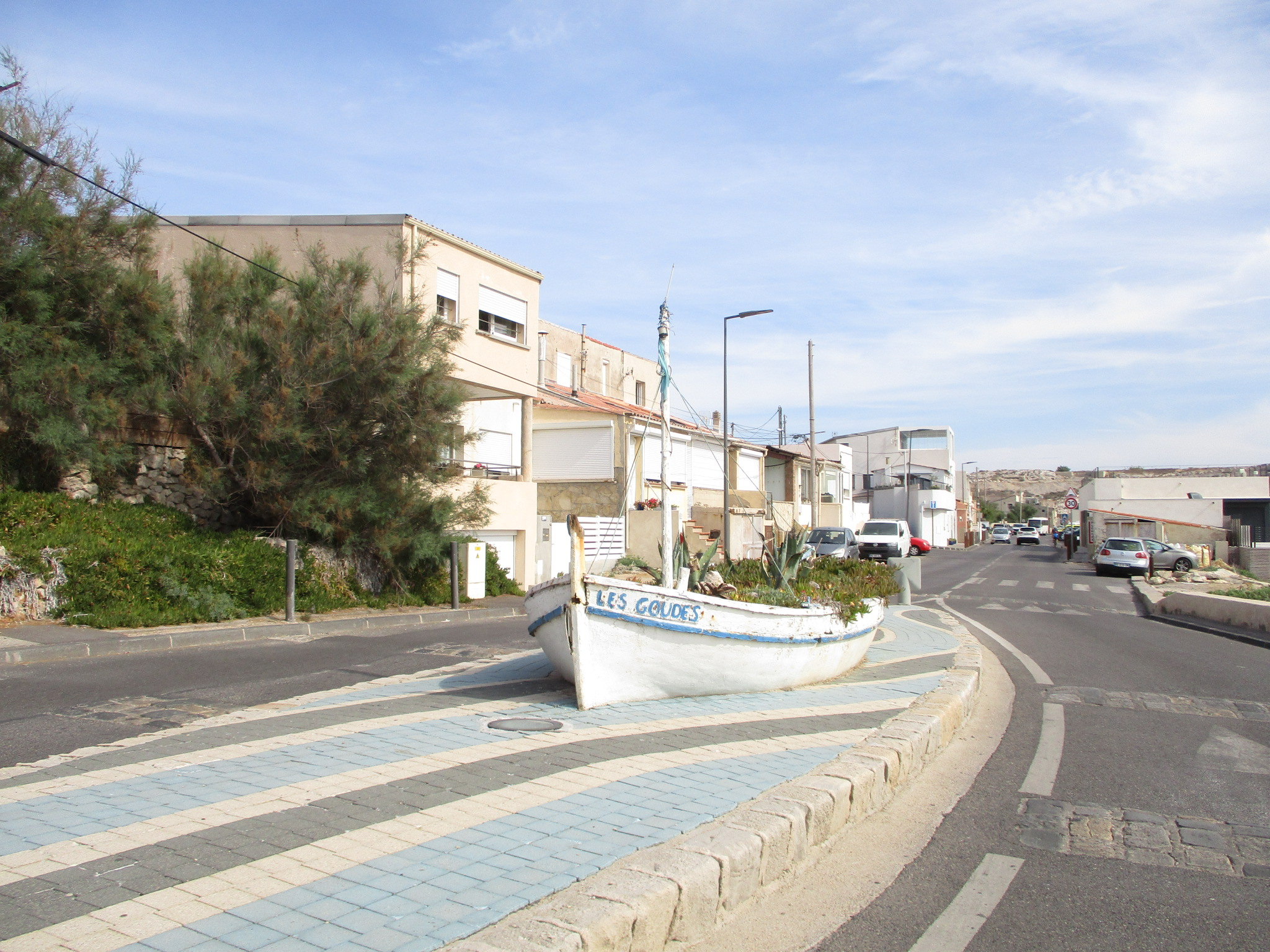
Les Goudes des calanques de Marseille
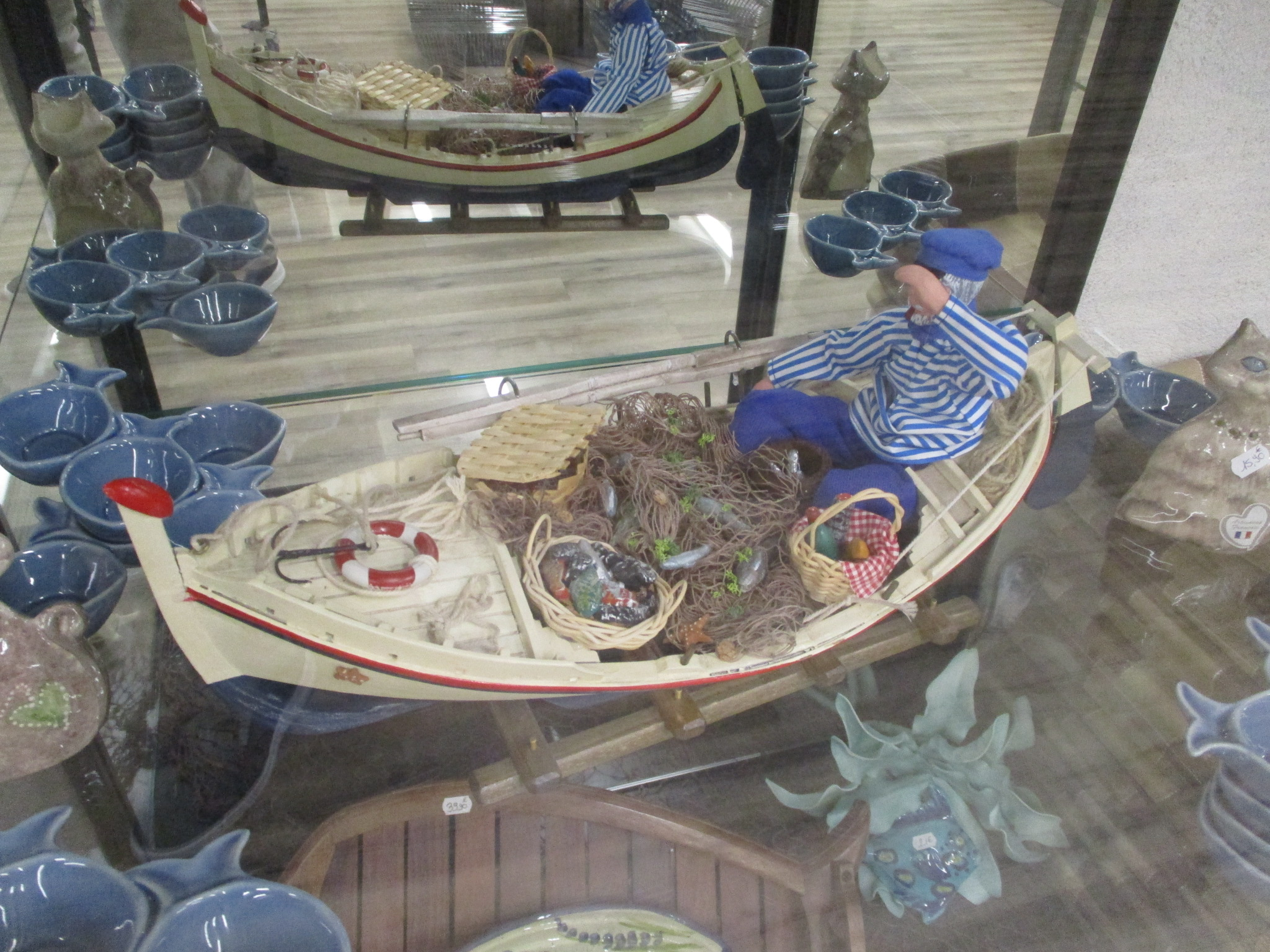
Vieux-Port de Marseille
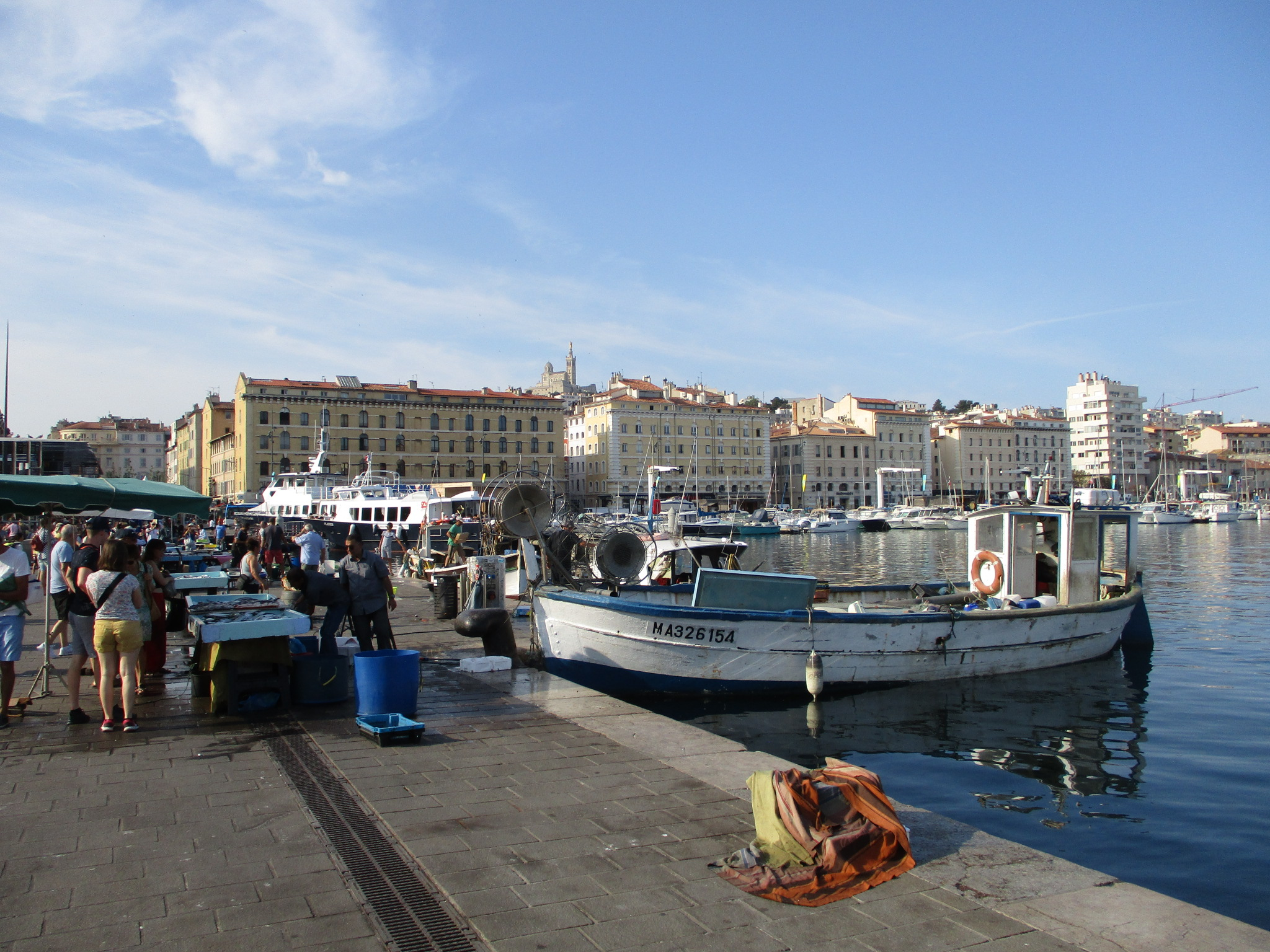
Vieux-Port de Marseille
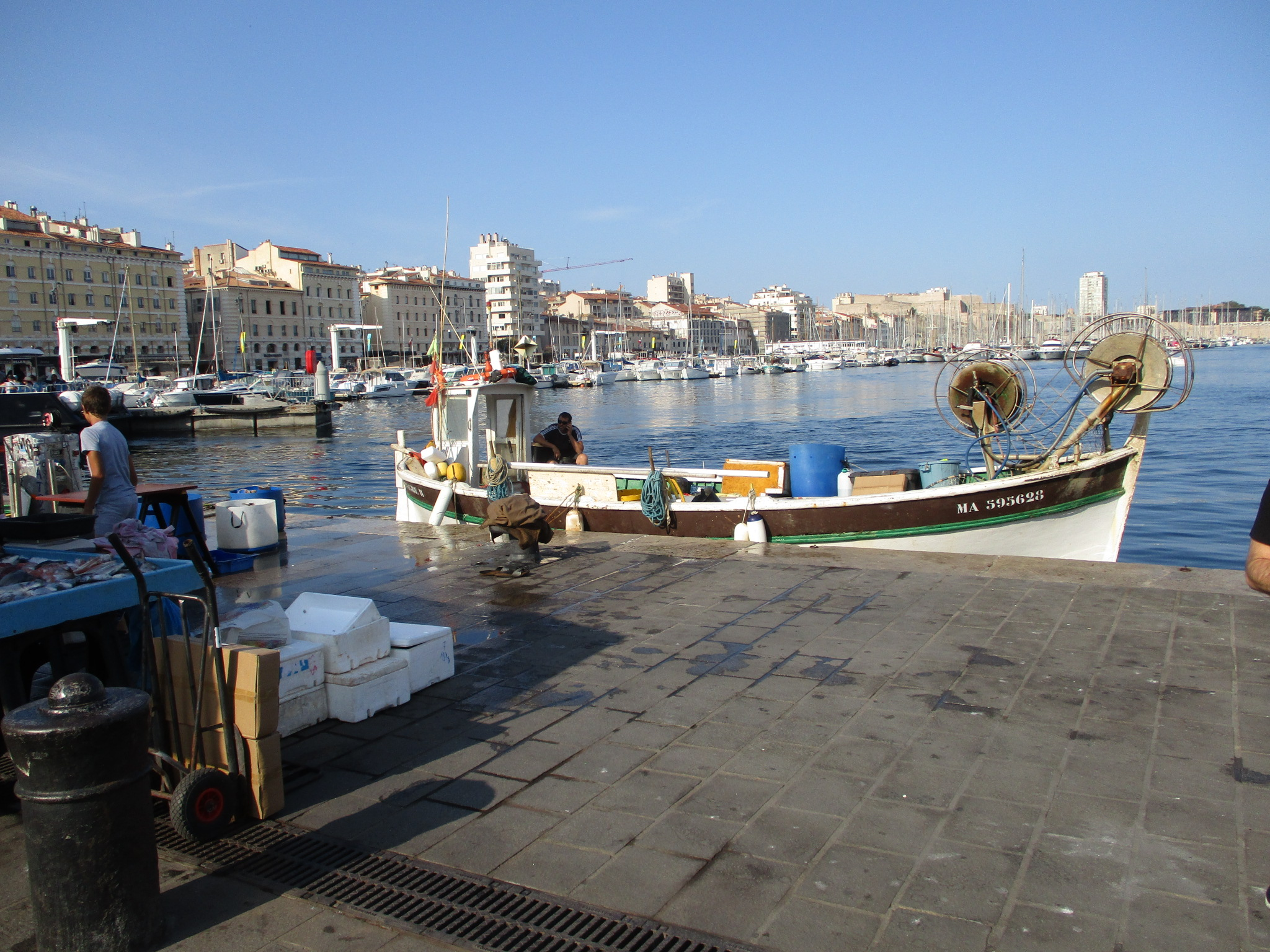
Vieux-Port de Marseille
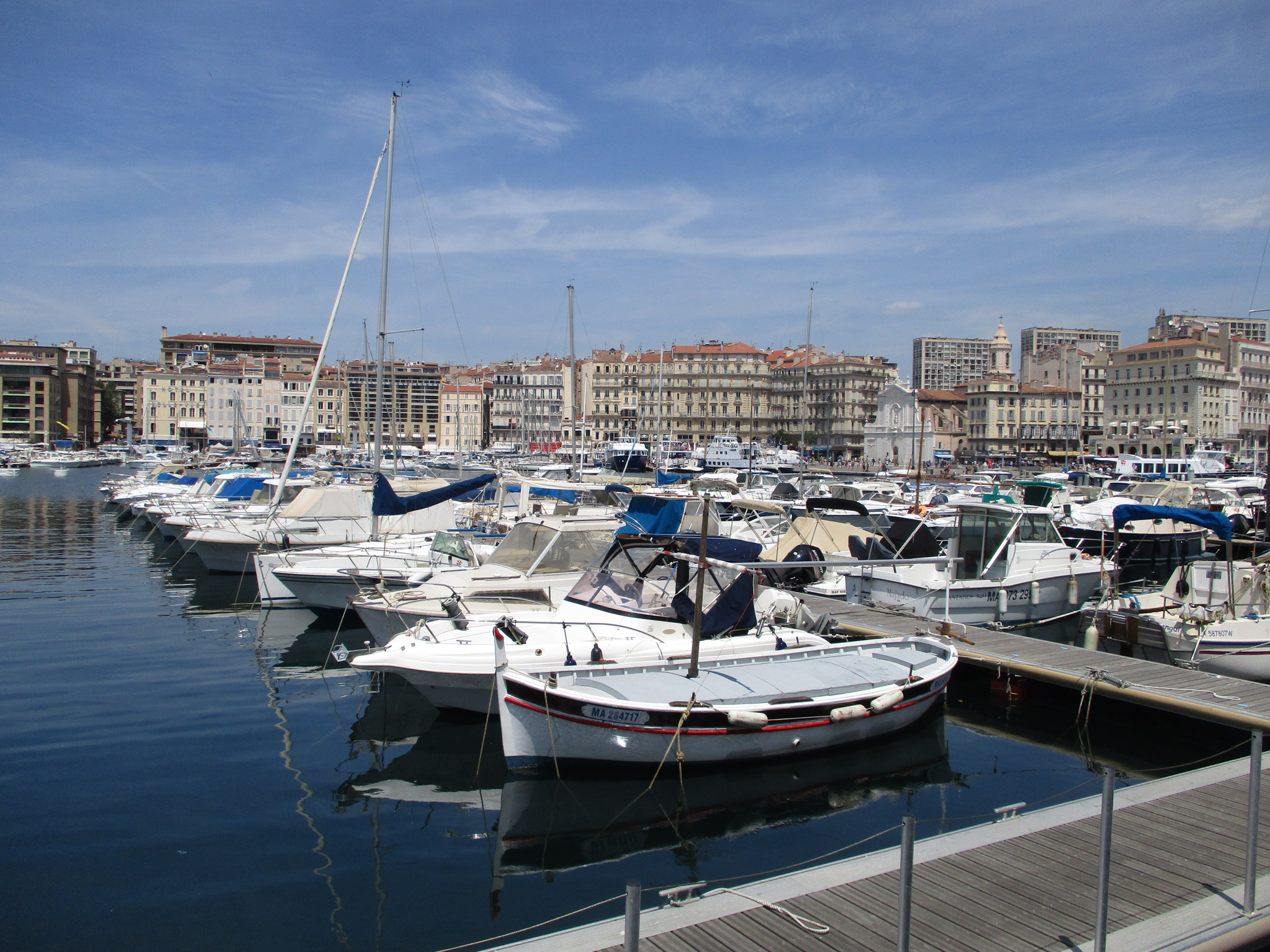
Vieux-Port de Marseille
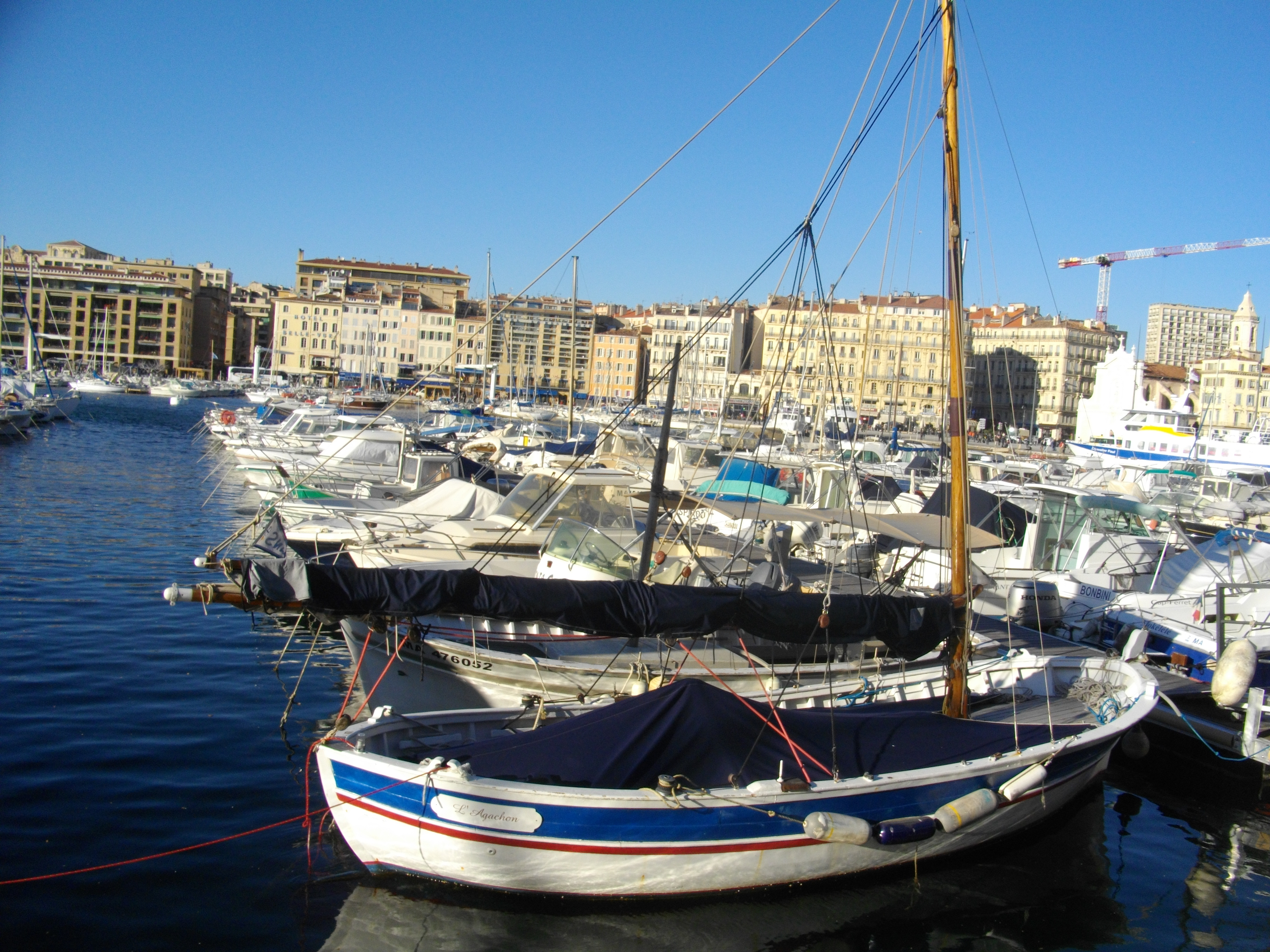
Vieux-Port de Marseille
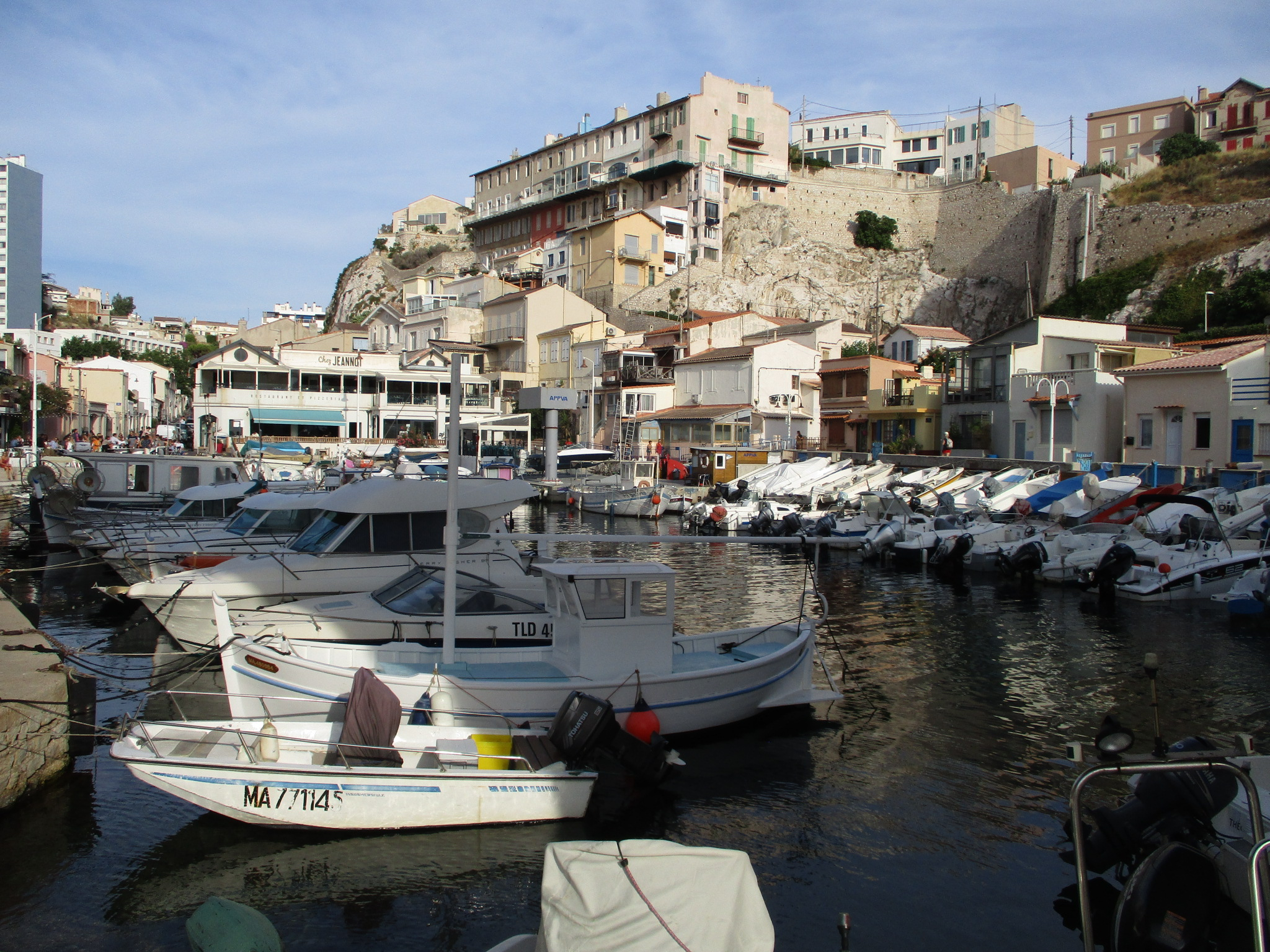
Vallon des Auffes
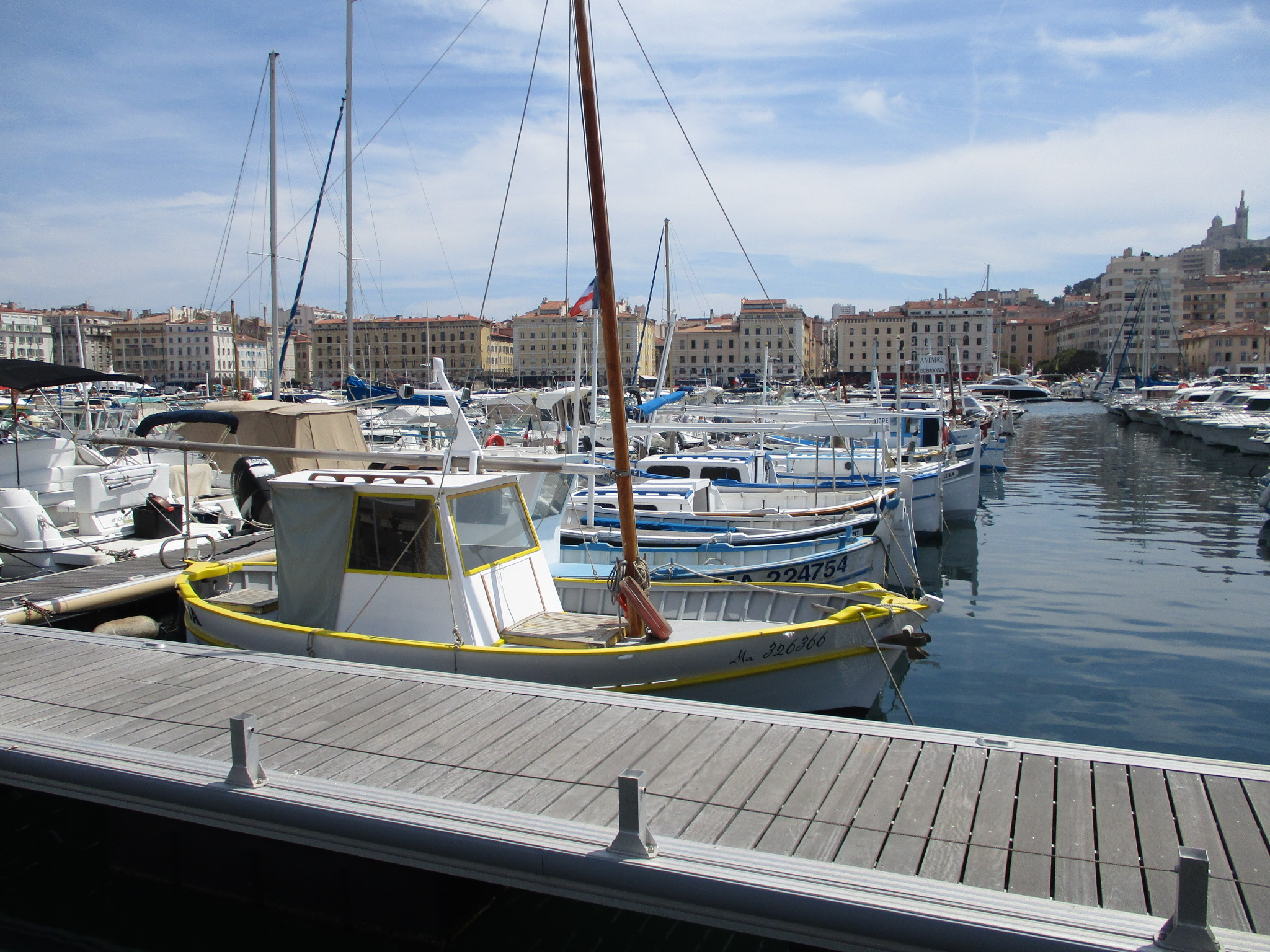
Vieux-Port de Marseille
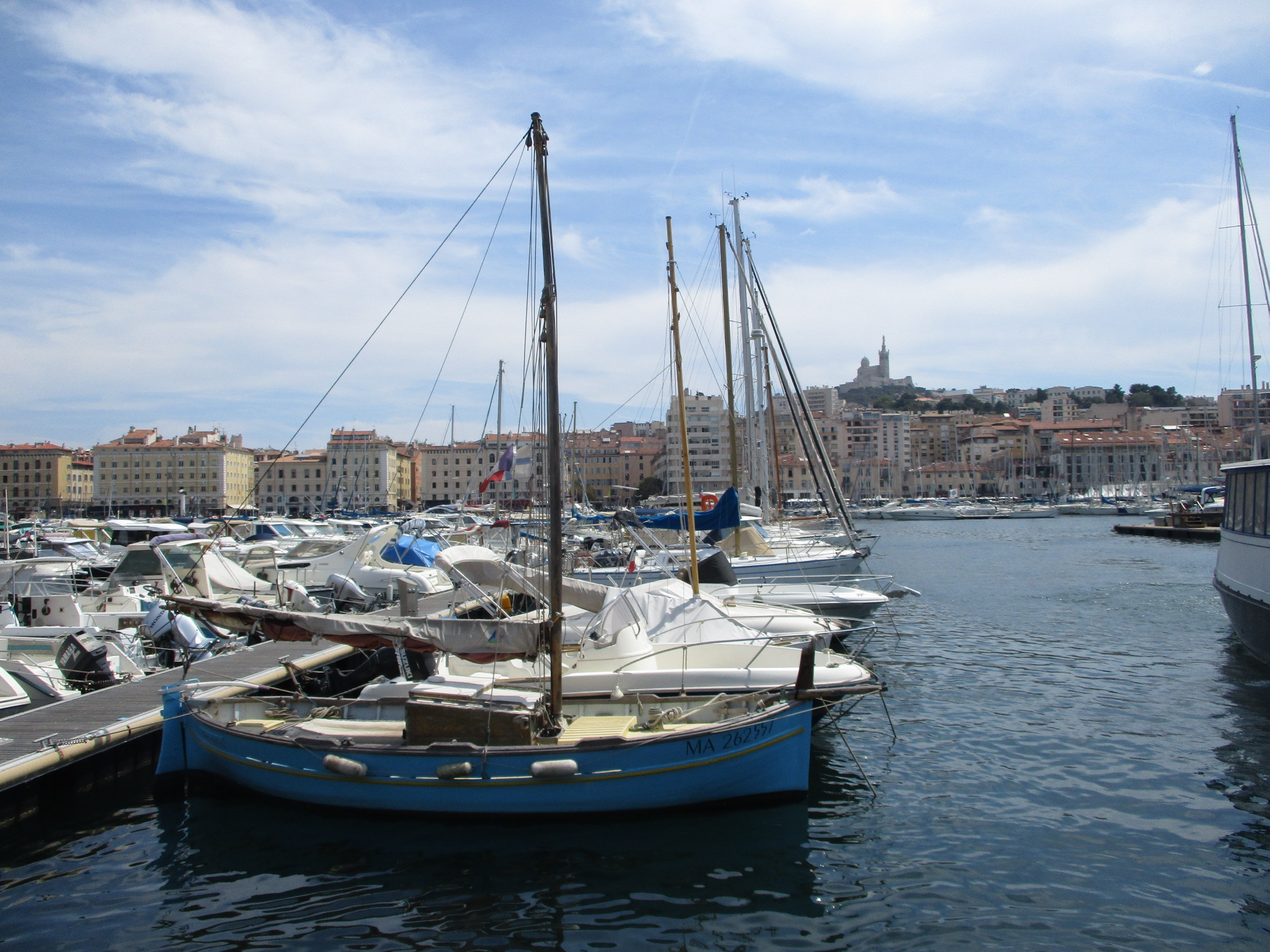
Vieux-Port de Marseille
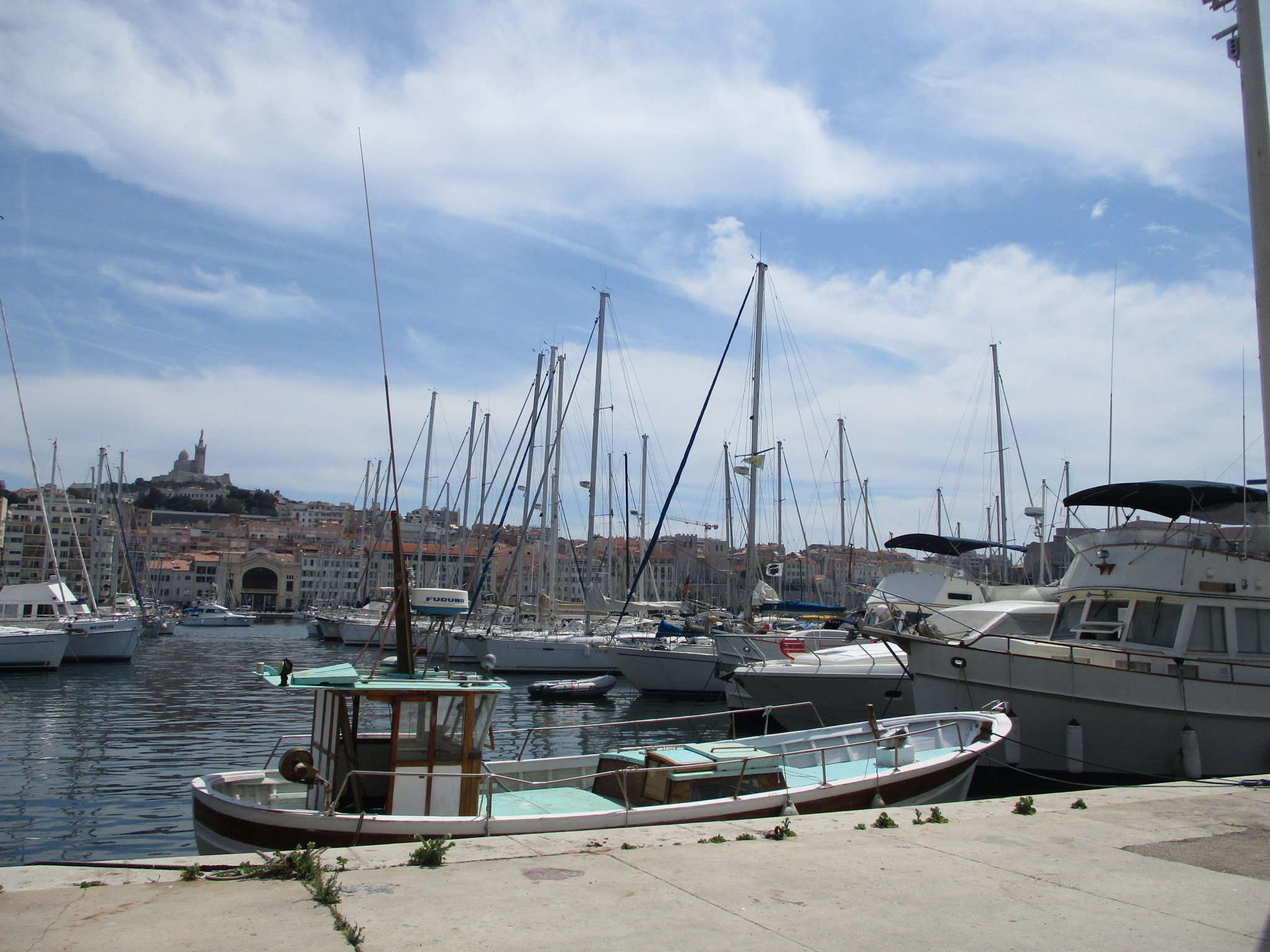
Vieux-Port de Marseille
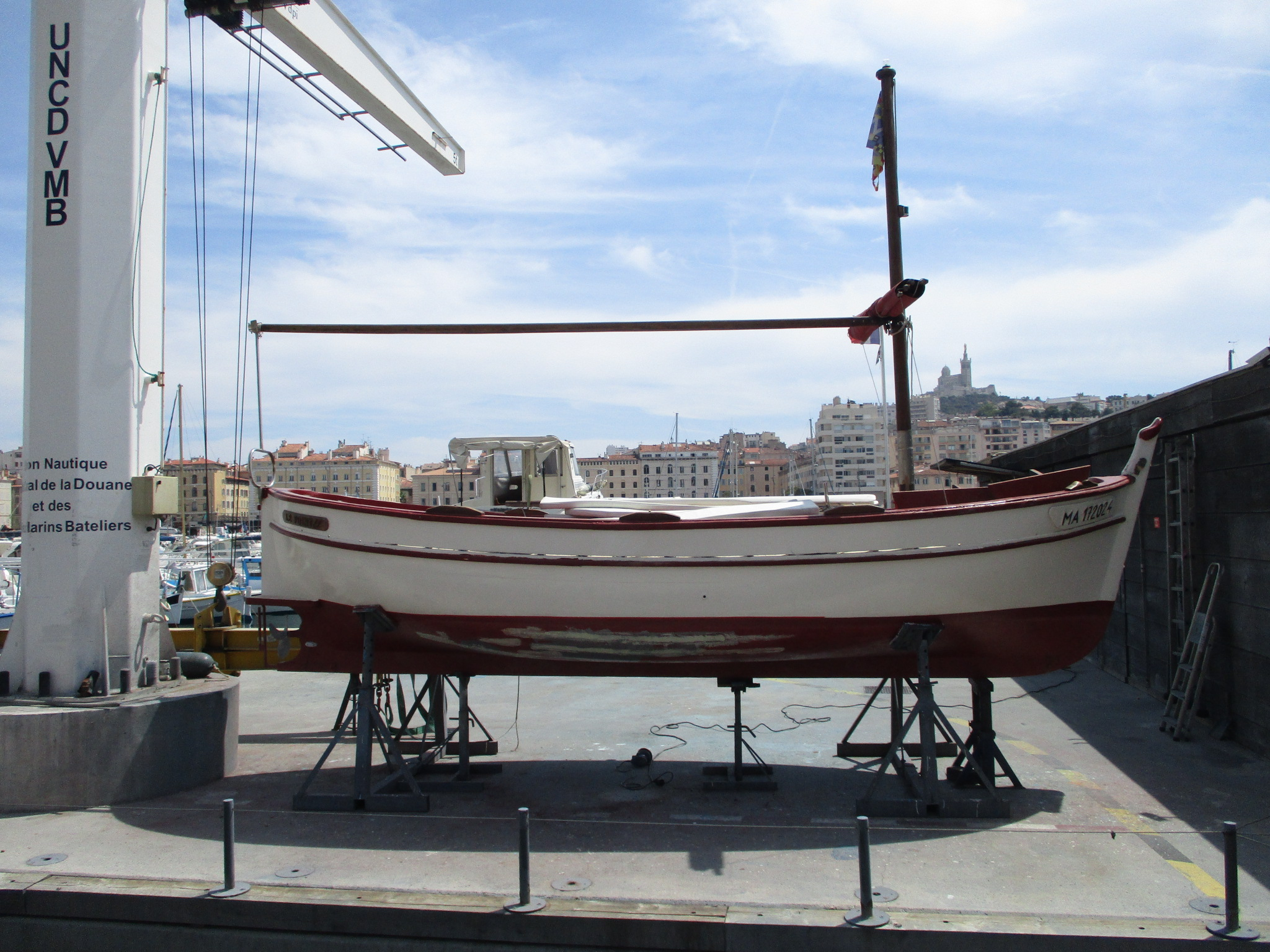
Vieux-Port de Marseille
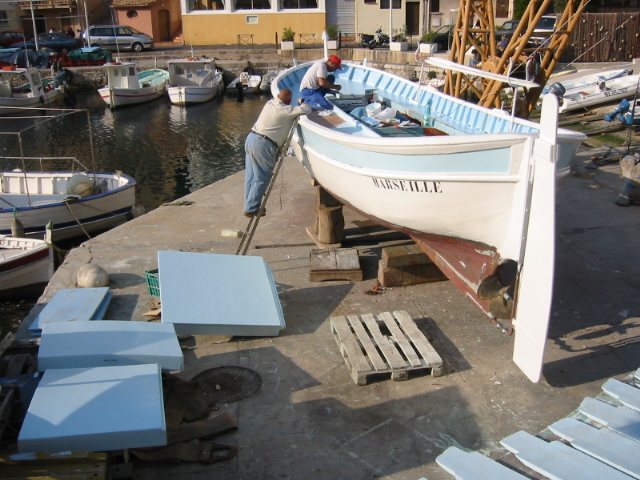
Vallon des Auffes

Selon l'écrivain et charpentier de marine Laurent Damonte, les pêcheurs locaux utilisaient antérieurement deux types de bateaux à voile latine : la bette, petite embarcation de pêche côtière, destinée aux « petits métiers » (palangres, oursins, gireliers) et le mourre de pouar, bateau lourd à éperon et à fond plat, long parfois de 9 m, destiné aux « grands métiers » (sardine, thon). Tous deux avaient des coques solides et à fond plat, permettant de haler facilement ces embarcations sur la plage. La construction des quais et jetées ainsi que l'avènement du moteur firent disparaître le mourre de pouar (lourd, mauvaise tenue au moteur) et généralisa la barquette marseillaise, possiblement d'origine napolitaine. La bonne tenue à la mer de ce genre d’embarcations fait qu’elles sont toujours utilisées par les marins pêcheurs, ainsi que par des plaisanciers et des passionnés. L’entretien laborieux de ces embarcations en bois, qui doivent être carénées et repeintes chaque année, entraîne la disparition lente de ces bateaux.

## "Barquette" ou "Pointu"?
Les marseillais sont particulièrement attachés au terme de "Barquette marseillaise" qui désigne un bateau particulier bien adapté à la pêche autour de la cité Phocéenne. Le terme "pointu" est souvent utilisé de manière impropre pour les désigner et se rapporte plus spécifiquement aux petites embarcations traditionnelles du littoral niçois ou toulonnais :

« Eh monsieur, un pointu, on dit pas, ici. Il y a des barques, des barquets, des barquettes, des barcasses même, mais les pointus, c'est pour les Niçois et les Toulonnais.
Autant dire que si je persistais vraiment à cherche un « pointu », on me conseillait, poliment mais fermement, d'aller voir ailleurs. »

— Dominique Pons, 2007, Une chronique de L'Estaque

## Inventaire du patrimoine culturel immatériel en France
Quelques passionnés entretiennent et restaurent ce patrimoine marseillais maritime provençal, dont quelques bateaux sont protégés au titre des monuments historiques. La barquette marseillaise et son savoir-faire lié à sa construction et son utilisation sont inscrits à l'Inventaire du patrimoine culturel immatériel en France.

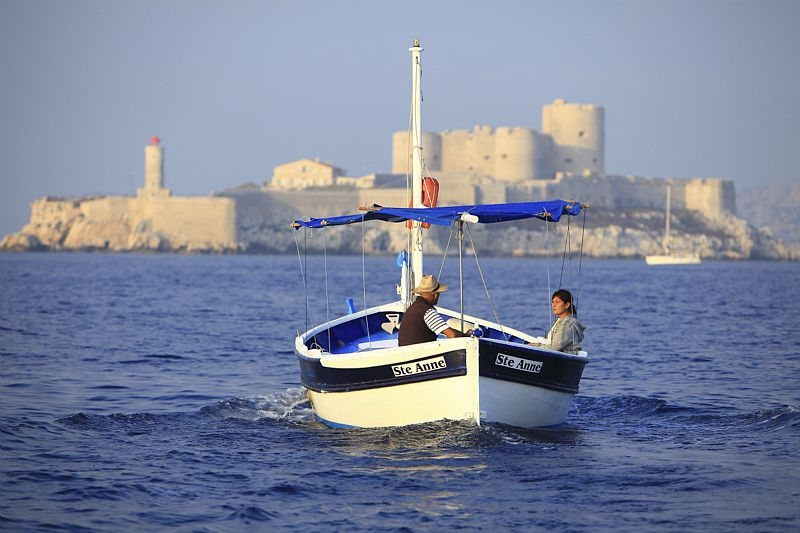
La Sainte Anne, Marseille
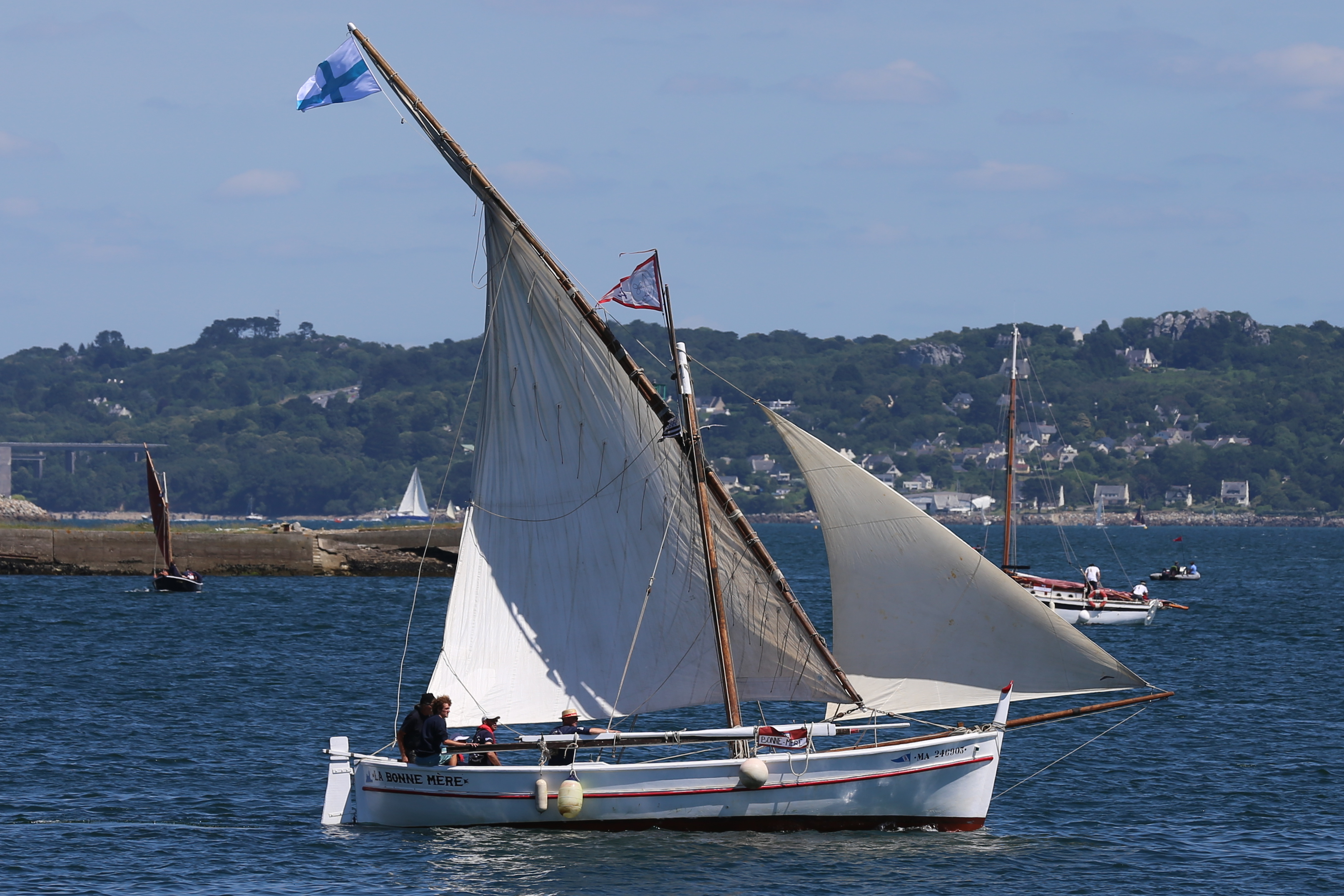
La Bonne Mère, Brest
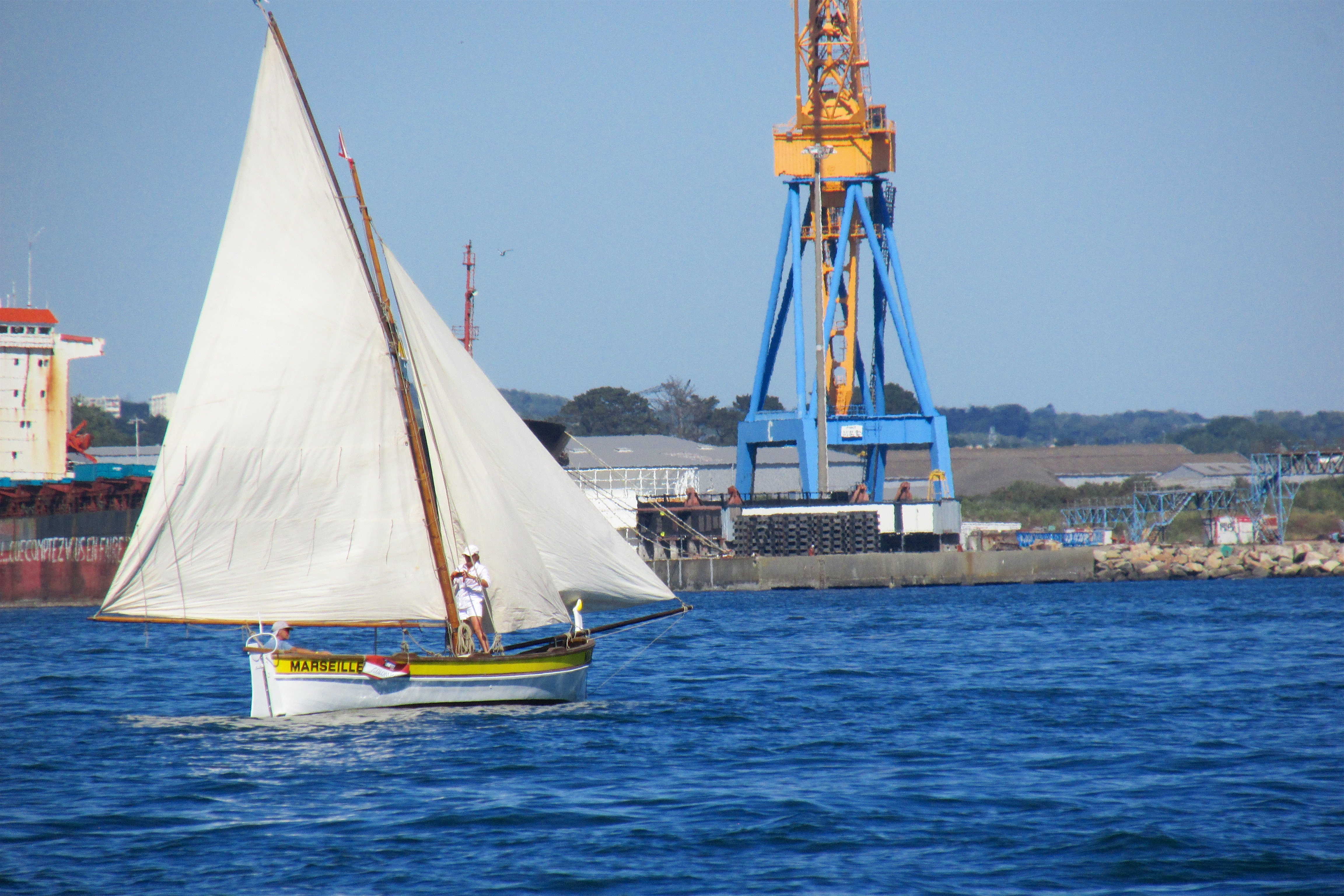
La Colombe, Brest
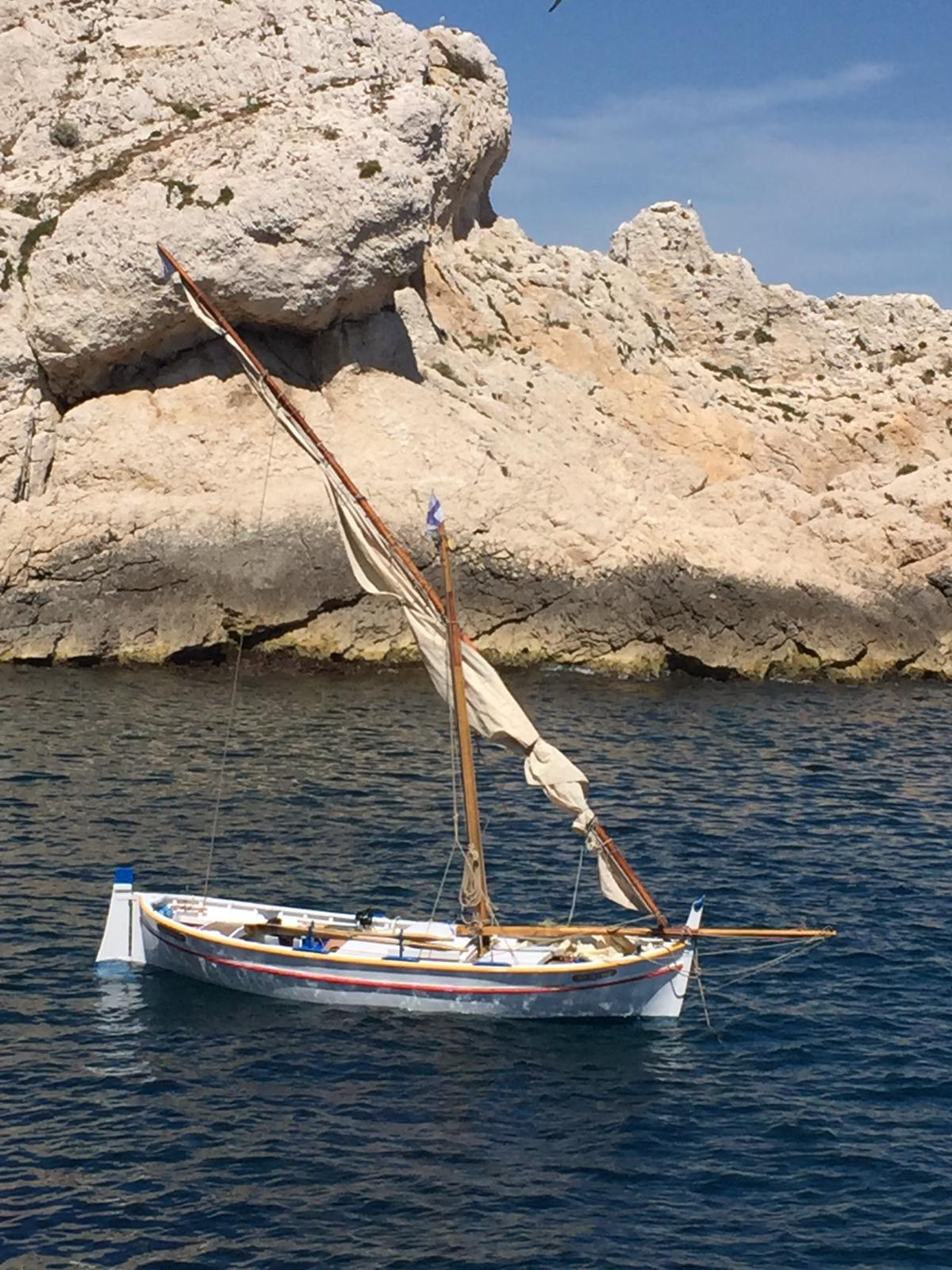
L’Écureuil, archipel du Frioul

- LiLi [8]
- La Sainte Anne
- La Marie-Louise
- La Bonne Mère
- L'André Jean
- La Colombe
- L’Écureuil